# Parlementaire enquête naar bouwfraude

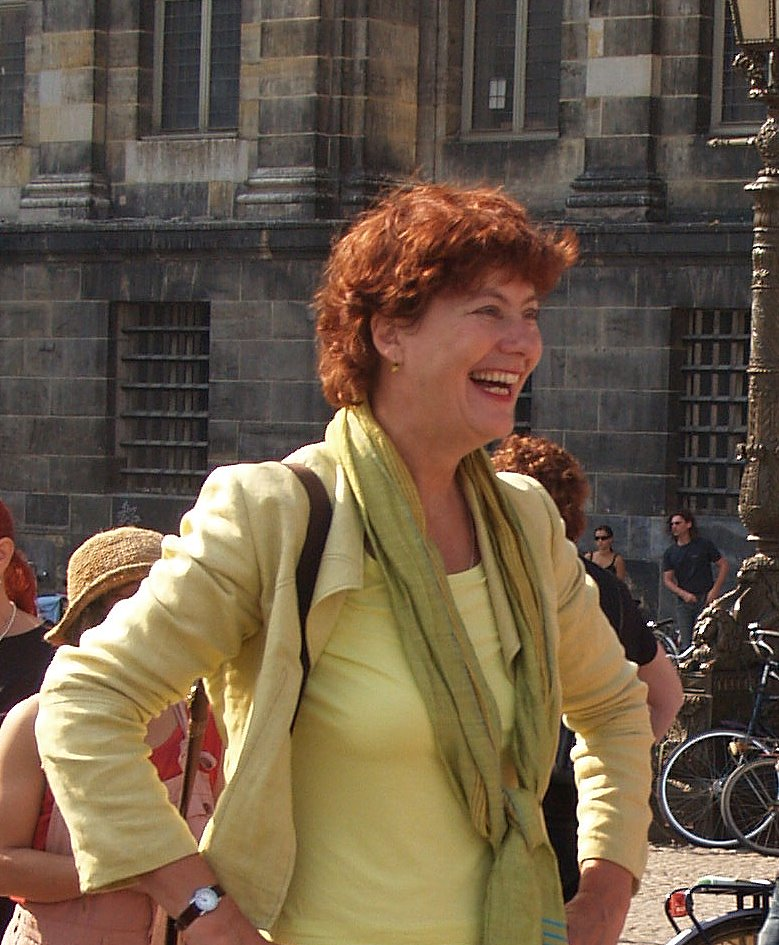
Marijke Vos was voorzitter van de enquêtecommissie

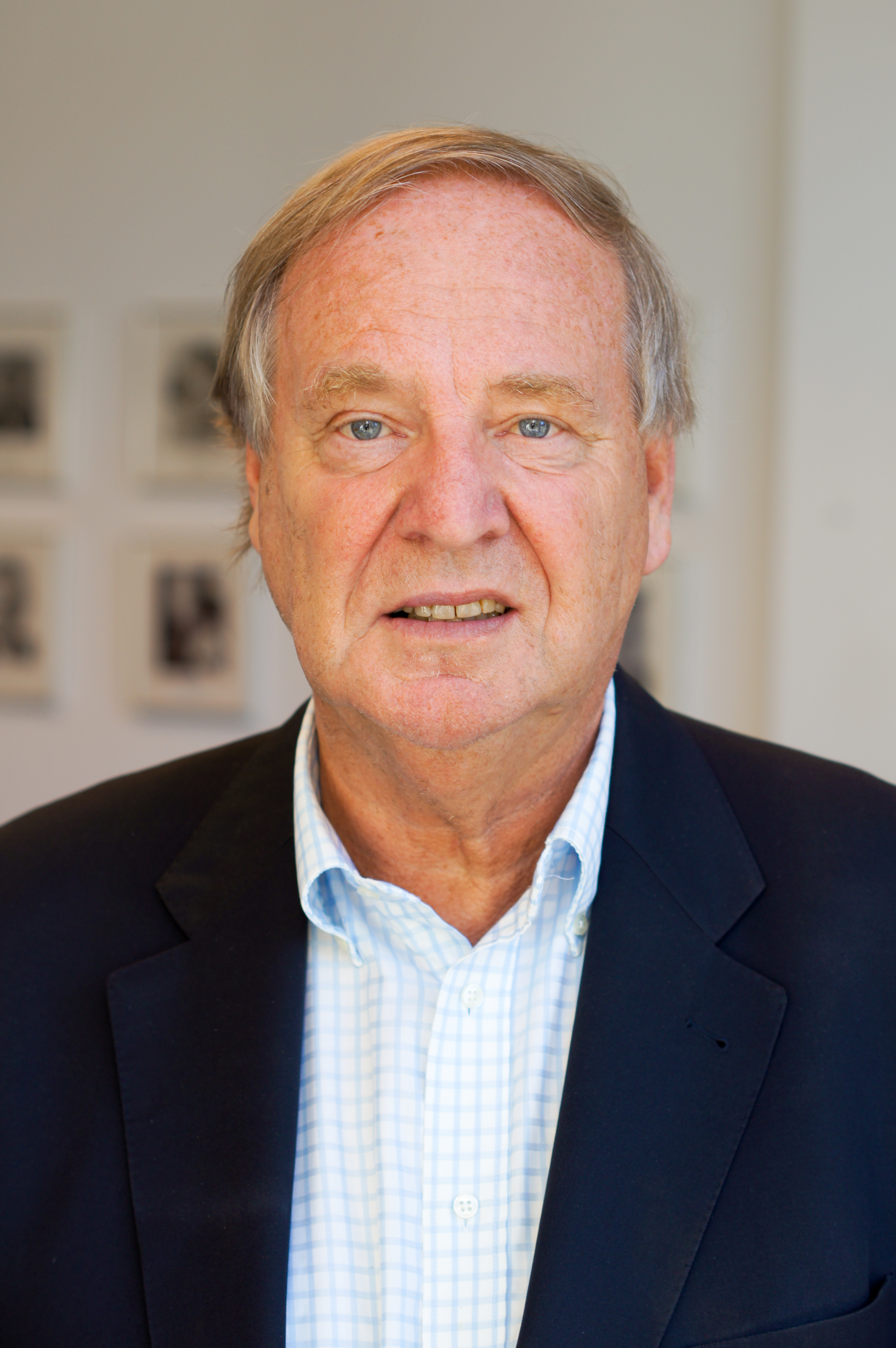
Benk Korthals trad af als minister naar aanleiding van de bevindingen van de enquête

In 2002 hield de Tweede Kamer een parlementaire enquête naar fraude in de Nederlandse bouwsector, het voorzitterschap was in handen van Tweede Kamerlid Marijke Vos. Uit de enquête bleek dat er sprake was van grootschalige fraude in de bouw. Door onderlinge prijsafspraken had onder andere de staat als opdrachtgever vele miljoenen te veel betaald aan bouwbedrijven. De doorgaans passieve houding van personen op hoge posities in het bedrijfsleven, het landsbestuur en bij toezichthoudende instanties zorgde ervoor dat dit systeem jarenlang in stand kon blijven. Er kwam geen concreet bewijs voor de bewering dat ambtenaren waren omgekocht. Minister Benk Korthals trad naar aanleiding van een van de conclusies af.

## Achtergrond
Het op journalistieke grondslag gemaakte televisieprogramma Zembla van VARA/NPS zond op 9 september 2001 een reportage uit over vermeende illegale prijsafspraken in de bouwnijverheid in Nederland bij opdrachten van de overheid.  De titel 'Sjoemelen met miljoenen' vatte de boodschap van het programma kernachtig samen: het zou gaan om forse malversaties bij de aanbesteding van bouwprojecten.
De voormalige technische directeur van het bouwbedrijf Koop Tjuchem, Ad Bos, toonde een schaduwboekhouding over de periode 1988-1998 waaruit bij honderden projecten frauduleuze praktijken zouden blijken. Bedrijven zouden verboden prijsafspraken maken en onderling kosten verrekenen. De opdrachtgevers van allerlei bouwprojecten blijken zeker tien jaar lang voor miljarden te zijn opgelicht. In de bouwwereld zou verder een omvangrijk zwart betalingscircuit bestaan, ten koste van de opdrachtgever aan wie stelselmatig te veel in rekening werd gebracht. Via onderlinge verrekeningen compenseerde men op grote schaal de kosten voor het opstellen van offertes, hetgeen sinds 1992 door de Europese Commissie verboden is. Volgens Bos betaalde de overheid, die veel bouwwerken in opdracht geeft, jaarlijks meer dan honderd miljoen gulden te veel en tevens beweerde hij dat het bedrijf over een lijst van corrupte ambtenaren van Rijkswaterstaat beschikte.
Onder de opdrachtgevers zitten Rijkswaterstaat en andere overheidsdiensten, Schiphol, musea, kerken, scholen, grootwinkeliers en liefdadigheidsinstellingen. Aannemers zouden  veelvuldig steekpenningen hebben betaald aan topambtenaren bij Rijkswaterstaat en gemeenteambtenaren. Ook probeerden bouwbedrijven ervoor te zorgen dat werknemers die ervan wisten hun mond hielden, door ze geldbedragen te bieden in ruil voor hun zwijgen.
Hij bleek al begin 1999 Justitie over deze zaak te hebben ingelicht, zonder echter tot overeenstemming te komen over de voorwaarden voor het overhandigen van de schaduwadministratie. Na de uitzending van Zembla volgden de gebeurtenissen elkaar snel op. Enkele dagen later, op 13 november, overhandigde de heer Bos de schaduwadministratie aan Justitie waarna een onderzoeksteam ingesteld werd.
Op 14 november 2001 vond in de Tweede Kamer een debat plaats met de ministers van Justitie, Economische Zaken en Verkeer en Waterstaat. Vermeende bouwfraude en corruptie van ambtenaren stonden centraal en aan de orde kwamen de bouwprojecten HSL-Zuid, de schaduwboekhouding van de heer Bos en eventuele fraude bij de Schipholtunnel.

## Enquête

### Instelling
PvdA'er Rob van Gijzel en CDA'er Gerd Leers vroegen hierop de betrokken minister om uitleg. Met name mogelijke fraude bij de bouw van de Schipholtunnel en een deal met het Openbaar Ministerie om niet tot vervolging over te gaan, stond centraal. Bouwbedrijven zouden facturen, opdrachtbonnen en financiële overzichten hebben vervalst. De Tweede Kamer nam een motie aan waarin werd gevraagd te onderzoeken of er een parlementaire enquête moest komen.
Op 28 november dienen de Tweede Kamerleden Leers (CDA) en Van Oven (PvdA) een motie in die de Kamer verzocht een enquête in te stellen naar de aard en omvang van de fraude in de bouw, de aanbestedingen en naar de vraag of Justitie in staat was daar adequaat tegen op te treden. De Kamer nam de motie aan. Op 6 december 2001 werd een tijdelijke commissie onderzoek bouwfraude ingesteld, die adviseerde over opzet en methode van onderzoek. Tot voorzitter van de commissie werd Marijke Vos (GroenLinks) benoemd. De commissie bracht op 24 januari 2002 verslag uit, met daarin een aanbeveling om een parlementaire enquête in te stellen en een uitgewerkt enquêtevoorstel. De Tweede Kamer stemde met dit voorstel in door op 5 februari 2002 met algemene stemmen een motie-Van Oven (PvdA) aan te nemen.
Verder werd aangedrongen op een strafrechtelijk onderzoek door het Openbaar Ministerie en een onderzoek door de NMA naar de mate van mededinging in de bouwsector en op welke wijze de positie van het Rijk als opdrachtgever kon worden versterkt.

### Enquêtecommissie
De Tweede Kamer stelde de Parlementaire Enquêtecommissie Bouwnijverheid in. Deze kreeg als opdracht de aard en omvang van onregelmatigheden in de bouwnijverheid te onderzoeken. Daarbij moest vooral de rol die de overheid had gespeeld aan de orde komen. Doel was de aard en omvang van de fraude in de bouw te onderzoeken en de vraag te bekijken of Justitie voldoende in staat was hiertegen op te treden.
De enquêtecommissie kreeg de opdracht onderzoek te verrichten naar:
- de aard en omvang van de onregelmatigheden bij bouwprojecten
- de structuurkenmerken van de bouwnijverheid
- de vraag of en in welke mate de overheid in haar rol als opdrachtgever rekening heeft gehouden met de specifieke structuurkenmerken van de bouwnijverheid
- de rol van de overheid als toezichthouder, vergunningverlener en wet- en regelgever.

Daarbij waren drie vragen belangrijk:
- Zijn er prijs- en werkafspraken gemaakt en, zo ja, hebben die tot prijsverhogingen geleid?
- Is er sprake van corruptie in de bouw en, zo ja, op welke schaal?
- Hoe goed zijn de regels van de overheid en hoe strikt is de controle van de accountants?

De leden van de commissie waren:
- Marijke Vos (GroenLinks), voorzitter
- Kees van der Staaij (SGP)
- Willibrord van Beek (VVD)
- Harry Smulders (LPF)
- Adri Duivesteijn (PvdA)
- Jan ten Hoopen (CDA)
- Gijs de Vries (VVD)
- Jan de Wit (SP)
- Marijke Pe (griffier)

Een uitzending van Zembla in 2006 toont aan dat de vice-voorzitter van de parlementaire enquête, CDA-Kamerlid Jan ten Hoopen, zelf commissaris was geweest bij een bouwbedrijf. In zijn tijd als commissaris blijkt dat bedrijf ook gefraudeerd te hebben en het is een van de 1300 bedrijven die na de enquête door de Autoriteit Financiële Markten werd beboet. Ten Hoopen ontkende in de uitzending in zijn periode als commissaris op de hoogte te zijn geweest van de fraude.

### Onderzoek
De enquêtecommissie onderzocht in de periode 5 februari 2002 en 12 december 2002. Daarbij lag de nadruk vooral op het in kaart brengen van de aard en omvang van de onregelmatigheden en de rol van de diverse betrokken in de bouwsector. Op 12 december presenteerde de Parlementaire Enquêtecommissie Bouwnijverheid het eindrapport 'De bouw uit de schaduw', acht dikke boekwerken van in totaal ruim 3000 pagina's.

### Openbare verhoren
De parlementaire ondervraging en openbare verhoren startten op 22 augustus 2002 en duurden tot en met 27 september 2002. Tijdens de verhoren zijn diverse kopstukken uit de bouwwereld, de overheid en de politiek ondervraagd. De verhoren concentreerden zich op de vraag of en in hoeverre er in de bouwsector sprake is van (verboden) prijsafspraken en of er bij de overheid sprake is van corruptie bij het verlenen van bouwopdrachten.
Ad Bos zwakte zijn bij Nova Zembla geuite vermoedens af over de hoogte van de steekpenningen en het aantal ambtenaren die het betrof en verklaarde dat hij vermoedde dat er in de jaren negentig circa 100 ambtenaren waren die presentjes ter waarde van 200 gulden of meer hebben aangenomen. Het ging daarbij onder meer om bezoeken aan seksclubs, etentjes en diensten, zoals het opknappen van een tuin of verbouwingen.
Ook de schikking bij de Schipholspoortunnel-zaak kwam aan de orde; de schikking in deze zaak leidde in november 2001 tot boze reacties in de Tweede Kamer. Destijds verklaarde toenmalig minister van Justitie Korthals niet van de schikking geweten te hebben. Tijdens het verhoor door de enquêtecommissie verklaarde Korthals, op dat moment minister van Defensie, dat het feit dat sprake was van een schikking toch voor het debat in de Tweede Kamer aan hem was medegedeeld.

### Conclusies en aanbevelingen
Toen de enquêtecommissie aan haar taak begon, was duidelijk dat er een en ander mis was in de bouwnijverheid. De geheime schaduwadministratie en de afhandeling van de affaire rond de Schipholtunnel vormden de aanleiding voor de parlementaire enquête en bleken slechts het topje van de ijsberg te zijn.
In het eindverslag concludeerde de commissie dat er sprake was geweest van grootschalige fraude in de bouw. Bouwbedrijven maakten onderlinge prijsafspraken en verdeelden het werk, waardoor er geen concurrentie was, geheel tegen de Europese regels in. Gemiddeld werd 8,8 procent te veel in rekening gebracht, waardoor de staat vele honderden miljoenen euro's te veel had betaald. Hoe hoog de schade precies was, kon niet worden berekend.
Het systeem leidde tot prijsopdrijving en tot afname van concurrentie en technologische vernieuwing in de bouw, volgens de commissie. Bovendien hielden overheidsfunctionarissen te weinig afstand tot de bouwers, met alle risico's van belangenverstrengeling. Uit de openbare verhoren van eind deze zomer en uit 'schaduwadministraties' bleek dat er sinds jaar en dag systematisch illegale marktafspraken waren gemaakt door zeker zeshonderd bedrijven. De grote concerns in de grond-, weg- en waterbouw zaten in "kartelachtige structuren".
Andere bouwers weerspraken dit niet en bleken ook administraties bijgehouden te hebben. Die werden, om verborgen te blijven voor onderzoekende instanties, op privé-adressen bewaard en veelal vernietigd zodra de eerste verhalen over de afspraken in de publiciteit kwamen.
De commissie concludeerde ook dat er geen sprake is geweest van corruptie of omkoping van ambtenaren. Wel had het toezicht gefaald. Het Openbaar Ministerie en de kartelpolitie (NMA) hebben te weinig gedaan met berichten dat het mis was in de bouw. De commissie vond dat er veel te lang (bijna drie jaar) over gedaan was om de schaduwboekhouding van Koop Tjuchem van oud-directeur Ad Bos los te krijgen en laakte de "Babylonische spraakverwarring" rondom de schikking van de Schipholtunnelfraude. Uiteindelijk hadden klokkenluiders en journalisten de zaak aan het rollen gebracht.
Minister Korthals had als minister van Justitie de Kamer onjuist geïnformeerd over een schikking die het OM had gemaakt met de bouwers van de Schipholtunnel om een kostbare rechtszaak over de mogelijke fraude te voorkomen. Weliswaar lag dat aan de gebrekkige informatievoorziening door ambtenaren, maar de commissie achtte hem wel verantwoordelijk. Verder kregen ook oud-minister Jorritsma en minister Netelenbos veel kritiek.
Als aanbevelingen deed de commissie onder meer:
- een wettelijke regeling van aanbesteding en een beter overheidstoezicht daarop
- alleen zakelijke contacten tussen ambtenaren en aannemers
- een openbare landelijke lijst van bedrijven die hebben gefraudeerd, zodat opdrachtgevers op de hoogte zijn
- de laagste inschrijfprijs moet bepalend zijn bij standaardwerken
- een hogere prioriteit van het OM bij fraudebestrijding
- meer sanctiemogelijkheden voor de NMA

## Bijzonderheden

### Zwarte kas
Tijdens de verhoren werd onthuld dat veel bedrijven in de bouwsector onder andere bij de bouw van de Schipholtunnel een zwarte kas hebben. De kas werd gevuld met de verkoop van restmateriaal en werd gebruikt voor privé-aankopen, regentoeslagen, doorgewerkte zaterdagen, vakantiehulpen zodat deze zaken vlot konden verlopen en de btw ontdoken kon worden.

### Corrupte ambtenaren
Ad Bos, de oud-directeur van bouwbedrijf Koop Tjuchem die de bouwfraude als eerste aan de kaak stelde, kwam tijdens een tweede verhoor niet met concrete voorbeelden van corruptie of omkoping. Eerdere beweringen over het aantal corrupte ambtenaren en de omvang van de bouwfraude werden later door hem afgezwakt.
Bos verklaarde nu slechts dat hij vermoedde dat er in de jaren negentig circa 100 ambtenaren waren die presentjes ter waarde van 200 gulden of meer hebben aangenomen. Het ging daarbij onder meer om bezoeken aan seksclubs, etentjes en diensten, zoals verbouwingen. Eerder had Bos de indruk gewekt dat het om veel meer gevallen van omkoping ging. De commissie concludeerde uiteindelijk dat er geen sprake was geweest van corruptie van ambtenaren. De wetenschappers die onderzoek verrichtten delen deze mening overigens niet omdat er geen betrouwbare conclusie uit de gegevens kon worden getrokken. Bovendien kregen ze een spreekverbod opgelegd.

## Politieke betekenis
In het eindrapport had de commissie zeer harde kritiek op de drie (ex-)ministers, het Openbaar Ministerie, de NMA en de bouwbedrijven. Vijf uur na de officiële presentatie van het eindrapport maakte minister Korthals van Defensie bekend dat hij als gevolg van de conclusies zijn ontslag had aangeboden. Hij had al laten weten op te zullen stappen als de commissie harde conclusies over hem zou vellen omdat hij niet 'mank' als minister wilde functioneren terwijl er een grote reorganisatie van Defensie op komst was. Het onjuist informeren van de Tweede Kamer is een van de zwaarste politieke oordelen die kunnen worden geveld. Korthals had de Kamer destijds verzekerd dat hij niet op de hoogte was van de schikking rond de Schipholtunnel die eraan zat te komen. Uit de openbare verhoren bleek dat de minister al in juli 2001 op de hoogte was gebracht van de schikking. Naast de tunnelaffaire lag de minister ook onder vuur in de discussie over de beveiliging van Pim Fortuyn.
Voormalig minister Netelenbos van Verkeer en Waterstaat ontbrak het volgens de commissie aan kritisch vermogen en ging ze er ten onrechte van uit dat de financiële stromen in de schaduwboekhoudingen geen geld maar slechts 'pepernoten' waren. Ook onderhield ze contacten met directieleden van bouwbedrijf Koop terwijl ze ervan op de hoogte was dat het bedrijf betrokken was bij mogelijke malversaties. De commissie had ook kritiek op het slechte functioneren van de Nederlandse Mededingingsautoriteit (NMa), die onder Jorritsma's politieke verantwoordelijkheid viel toen zij minister van Economische Zaken was.
Het OM en de NMa zijn beiden tekortgeschoten. Ondanks aanwijzingen voor concurrentiebeperkende en onwettige afspraken ontbrak het de NMa en OM aan een daadkrachtig optreden tegen de bouwsector. Informatie over de fraude en onregelmatigheden is niet op de juiste waarde geschat.
Het OM heeft destijds naar aanleiding van de enquête een strafrechtelijk onderzoek gestart naar corrupte ambtenaren en medewerkers van bouwbedrijven. Inmiddels is bekend dat in 2004 de top van de bouwwereld zich zal moeten verantwoorden voor hun aandeel in de fraude. Verder komt er waarschijnlijk een strafzaak tegen honderd andere verdachten en het OM neemt volgend jaar een beslissing over de vervolging van 12 corrupte ambtenaren.
De Nederlandse Mededingingsautoriteit (NMA) heeft na diverse invallen in maart 2003 notities gevonden die erop wijzen dat er nog steeds sprake is van fraude. Daarom heeft het kabinet de maatregelen verscherpt, de boetes voor fraudeurs en personen die niet meewerken worden verhoogd, de bevoegdheden bij het onderzoek zijn vergroot en ook dient de bouwer in het vervolg te bewijzen dat er goede berekeningen zijn gemaakt.